# Tarachodes alluaudi
Tarachodes alluaudi är en bönsyrseart som beskrevs av Lucien Chopard 1914. Tarachodes alluaudi ingår i släktet Tarachodes och familjen Tarachodidae. Inga underarter finns listade i Catalogue of Life.